# سكوت ميركادو
سكوت ميركادو (بالإنجليزية: Scott Mercado)‏ هو طبال أمريكي، ولد في 11 نوفمبر 1964.

## وصلات خارجية
- سكوت ميركادو على موقع ميوزك برينز (الإنجليزية)
- سكوت ميركادو على موقع ديسكوغز (الإنجليزية)